# Fleurey
Fleurey település Franciaországban, Doubs megyében. Lakosainak száma 85 fő (2022. január 1.). Fleurey Bief, Orgeans-Blanchefontaine, Saint-Hippolyte, Valoreille, Les Bréseux és Les Terres-de-Chaux községekkel határos.

## Népesség
A település népességének változása:
| Lakosok száma | 102  | 98   | 79   | 84   | 95   | 84   | 85   | 84   | 84   | 85   |
|               | 1968 | 1982 | 1990 | 2006 | 2013 | 2015 | 2017 | 2019 | 2020 | 2022 |